# ألكسي يونوف
ألكسي يونوف (بالروسية: Ионов, Алексей Сергеевич)‏ (مواليد 18 فبراير 1989) هو لاعب كرة قدم. يلعب مع منتخب روسيا لكرة القدم. سبق له أن لعب في كأس العالم لكرة القدم مع منتخب بلاده.

## روابط خارجية
- ألكسي يونوف على موقع الاتحاد الدولي (مؤرشف)  (الإنجليزية)
- ألكسي يونوف على موقع الاتحاد الأوربي (الإنجليزية)
- ألكسي يونوف على موقع قاعدة بيانات كرة القدم.إي يو (الإنجليزية)
- ألكسي يونوف على موقع ناشيونال فوتبول تيمز (الإنجليزية)
- ألكسي يونوف على موقع Soccerway.com (الإنجليزية)
- ألكسي يونوف على موقع عالم كرة القدم.نت (الإنجليزية)
- ألكسي يونوف على موقع كووورة
- ألكسي يونوف على موقع AS.com (الإسبانية)